# Sismo de Chiapas de 2017
O Sismo de Chiapas de 2017 foi um sismo ocorrido em 7 de setembro de 2017, às 23h49, hora local (UTC-6), e foi um terremoto de magnitude 8.2 que atingiu a costa de Chiapas, no México, a aproximadamente 87 quilômetros ao sul de Pijijiapan, no Golfo de Tehuantepec. O tremor é considerado como sendo o mais forte terremoto registrado na história do México, superando inclusive o devastador Sismo da Cidade do México de 1985.
O abalo foi tão poderoso que foi sentido em toda a América Central  e até mesmo no Estado americano do Texas.

## Antecedentes
O México se localiza em uma região de elevada atividade sísmica, onde se encontram várias placas tectônicas: a Norte-Americana, do Pacífico, do Caribe, de Cocos e a microplaca de Rivera, sistema esse que faz parte do Círculo de Fogo do Pacífico, onde ocorre a maioria dos terremotos do planeta. A Placa Norte-America é basicamente composta de granito, menos densa do que as outras, constituída basicamente de rocha basáltica. Por ser mais densa, a Placa de Cocos é forçada pra baixo da Placa Norte-Americana, a uma velocidade de 6,4 centímetros por ano, resultando em sismos e também na formação de vulcões. Nos últimos 100 anos, pelo menos 40 terremotos de magnitude igual ou superior a 7 atingiram o México

## Vítimas e danos
O terremoto fez com que alguns edifícios na Cidade do México tremessem, levando algumas pessoas a serem evacuadas. Contudo, os danos na capital mexicana se resumiram a muros caídos. Cerca de um milhão de mexicanos ficaram sem energia elétrica. Na vizinha Guatemala, também foram registrados apagões e mais de uma centena de habitações sofreram danos. A cidade de Juchitán foi a mais afetada pelo tremor, onde mais de 100 edifícios vieram abaixo, dentre elas um hotel e o palácio municipal. Outras 7 mil casas sofreram danos na cidade. Em Tuxtla Gutiérrez, capital do estado de Chiapas, muitas estruturas, a maioria antigas, foram danificadas. No geral, cerca de 1 000 casas foram totalmente destruídas e outras 500 danificadas em Chiapas. Já em Pijijiapan, apesar de ser a cidade mais próxima do epicentro, ocorreram apenas rachaduras em imóveis mais antigos. No Estado de Veracruz, 205 habitações sofreram danos, sendo que 17 ficaram irrecuperáveis. Escolas foram fechadas em várias regiões do país.
Pelo menos 98 pessoas morreram, a maioria (78 mortos) no Estado de Oaxaca. Só em Juchitán foram 37 vítimas fatais. Houve também pelo menos uma morte na Guatemala. Mais de 250 pessoas ficaram feridas. Este foi até agora o maior sismo já registrado em 2017 e o mais forte desde o Sismo do Chile em 2015.
Durante o tremor, clarões misteriosos, similares a raios, foram vistos pelos céus do México. Segundo alguns estudos, essas luzes são geradas devido à cargas elétricas que se acumulam nas rochas, e que são liberadas enquanto a terra treme.
Após o terrível sismo de 1985, foi implantado no México um sistema de alerta sísmico. Em Oaxaca, o alerta chegou 13 segundos antes da chegada das ondas sísmicas, em Acapulco 70 segundos, na Cidade do México 86 segundos e Guadalajara foi alertada com mais de três minutos de antecedência. Graças a essa tecnologia, milhões de pessoas tiveram tempo de abandonar suas habitações e se refugiar em lugares seguros.

## Alerta de tsunami
O sismo também gerou um tsunami que registrou até agora ondas de cerca de 1 metro de altura na região de Salina Cruz; alertas de ondas de até 3 metros de altura foram emitidos para as regiões costeiras ao redor do epicentro. O Equador também ordenou a evacuação do litoral das ilhas que compõem o Arquipélago de Galápagos. Além de Equador e México, alertas de tsunami foram emitidos para Guatemala, El Salvador, Costa Rica, Nicarágua, Panamá e Honduras.

## Réplicas
O Serviço Geológico dos Estados Unidos (USGS) reportou mais de 80 réplicas na região até o momento, com magnitudes variando de 4,0 até 5,7. Já o Serviço Geológico do México registrou mais de 1 500 tremores secundários.